# گاما-هیدروکسی‌بوتیریک اسید
γ-هیدروکسی‌بوتیریک اسید (به انگلیسی: γ-Hydroxybutyric acid) یا ۴-هیدروکسی بوتانوئیک اسید یا GHB یا سدیم اُکسی‌بِیت (Sodium oxybate)، یک مادهٔ طبیعی است که در دستگاه عصبی مرکزی، شراب، گوشت گاو، مرکبات کوچک و تقریباً تمام پستانداران به مقدار کم وجود دارد. GHB مایعی بی‌رنگ و بی‌بو بوده و دارای طعم شور است که معمولاً به صورت نمک سدیمی (سدیم گاما-هیدروکسی‌بوتیرات) یافت می‌شود. شایعاتی وجود دارد که این ماده برای پاک شدن حافظه مؤثر است.

## تاریخچه
سنتر GHB برای اولین بار در سال ۱۸۷۴ گزارش شد. اما اولین بار در سال ۱۹۶۱ به عنوان داروی بی‌حسی بر روی انسان‌ها مطالعه شد. در اروپا این ماده بیشتر برای درمان الکلیسم به کار گرفته شده‌است.

## داروشناسی

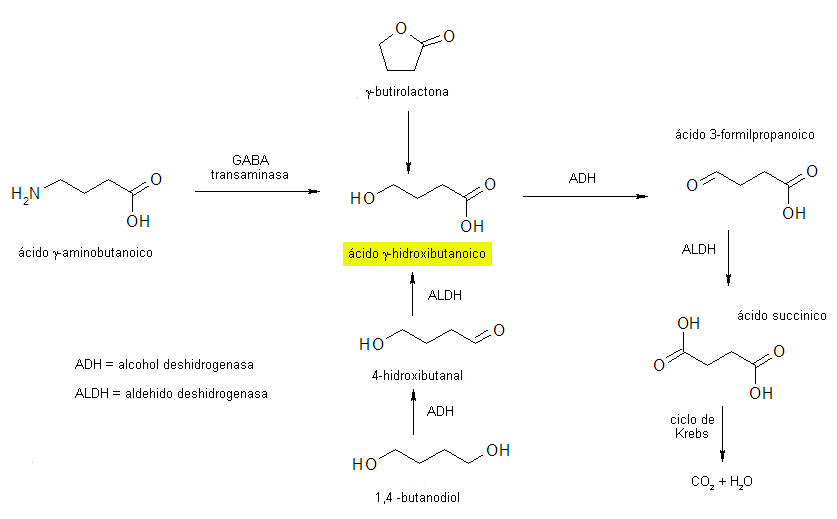
مسیر متابولیک GHB

این ترکیب یک هیدروکسی اسید است .GHB با GABA که یک انتقال‌دهندهٔ عصبی طبیعی با مکانیسم کارکرد نامشخص است، تشابهاتی دارد. عملکرد این دارو با افزایش میزان دوپامین در مغز ایجاد می‌شود. در کاربرد بیهوشی به صورت مایع درون‌رگی تجویز می‌شود. فرم خوراکی آن هم وجود دارد و در درمان نارکولپسی کاربرد دارد.

## کاربردهای پزشکی
1. از مصارف بالینی این دارو در بیماری حملهٔ خواب (نارکولپسی) است. GHB در این افراد شب‌ها مصرف می‌شود تا مانع خواب روزانه و حالت خواب در طول روز شود.[۷]
2. این دارو به عنوان داروی بیهوشی عمومی به کار می‌رود.[۸]
3. به عنوان دارویی در درمان علائم ترک الکل به‌کار می‌رود؛ لذا در درمان وابستگی به الکل[۴] می‌تواند در کنار سایر داروها مؤثر باشد.

## عوارض جانبی
دیده شده که در بیهوشی باعث ایجاد حرکات عضلانی، تهوع و استفراغ در فاز ایجاد بیهوشی می‌شود. همچون ایجاد هذیان می‌کند. این ماده باعث کاهش ضربان قلب و تنفس و کاهش پتاسیم خون (هایپوکالمی) می‌شود. در کاربرد بالینی برای درمان نارکولپسی شایع‌ترین عارضه گیجی، سردرد و به خصوص در زنان تهوع است. واکنش‌های دیگر شامل حساسیت، استفراغ، اسهال، رؤیا و کابوس‌های غیرطبیعی، راه رفتن در خواب، توهم، اضطراب، خواب‌آلودگی، بی‌اشتهایی، لرزش، فراموشی، عرق‌ریزش، تاری دید، گرفتگی عضلانی، شب‌ادراری، ضعف و خستگی است. ممکن است فشار خون افزایش یابد. جنون، تشنج و اختلال صورت از عوارض با شیوع کمتر هستند. در موارد نادری هم اختلال تنفسی مشاهده شده‌است.

## سوءمصرف
گزارش‌های مسمومیت در پی مصرف غیرقانونی این دارو منجر به صدور هشدار توسط سازمان غذا و داروی آمریکا در مورد خطر سوءمصرف آن شد. معمولاً این دارو به صورت نمک سدیم تهیه شده و تحت اسم‌های خیابانی متعددی به فروش می‌رسد. از جمله کاربردهای آن در بدن‌سازی است، برخی از ورزشکاران و بدنسازان از این ماده به عنوان جایگزینی استروئیدهای آنابولیک برای افزایش حجم ماهیچه‌ها استفاده می‌کنند.
تحقیقات نشان داده‌اند که ۴۵ دقیقه پس از مصرف GHB، میزان هورمون رشد می‌تواند تا ۱۰ برابر نیز افزایش یابد. همچنین از آن در کاهش وزن یا به صورت خالص یا همراه با داروهای مخدر دیگر جهت اثر سرخوشی‌آور آن استفاده می‌شود. از مصارف دیگر آن مصرف جهت کمک به خوابیدن است. تمامی عوارض جانبی این دارو ممکن است در سوءمصرف نیز ایجاد شوند. ممکن است این علائم طی ۲–۹۶ ساعت پس از مصرف، خودبه‌خود رفع شوند ولی مواردی از بستری در بیمارستان در پی مصرف یا مرگ در پی مصرف این ماده دیده شده‌است. این دارو اعتیادآور نیز بوده‌است به طوری که در مصرف طولانی قطع آن باعث علائم ترک شده‌است.